# Бахрейнський динар
Бахрейнський динар — національна валюта королівства Бахрейн, рівна 1000 філсів. Код валюти за ISO 4217 — BHD, також використовується позначення BD.
У обігу знаходяться банкноти номіналом в 0,5, 1, 5, 10 і 20 динарів, а також монети номіналом в 1, 5, 10, 25, 50 і 100 філсів. З 1966 по 1973 роки була національною валютою емірату Абу-Дабі (ОАЕ), поки їй на зміну не прийшов дирхам ОАЕ.

## Історія
До 28 квітня 1959 року в країні була в обігу індійська рупія, поки її не замінила випущена для країн Перської затоки рупія Перської затоки.
Рупія Перської затоки була прив'язана до індійської рупії. Оскільки в 1965 році індійська рупія знецінилася, то впала вартість рупії Перської затоки. Після цього уряд Бахрейну вирішив ввести в обіг свою власну валюту.
Бахрейнський динар був введений в обіг 11 жовтня 1965 року, замінивши рупію Перської затоки, з курсом 10 рупій = 1 динар. З наступного року Бахрейнський динар став грошовою одиницею князівства Абу-Дабі, поки в 1973 році їй на зміну не прийшов дирхам ОАЕ.
Курс динара «прив'язаний» до долара США. По відношенню до інших світових валют динар коливається синхронно з доларом. Курс до долара зафіксований приблизно з 1987 року.

## Монети
Монети ввели в обіг в 1965 році номіналом 1, 5, 10, 25, 50 і 100 філс. У наш час[коли?] (2011 рік) розмінну монету карбують номіналом 5, 10, 25, 50, 100 і 500 філсів.

## Банкноти
Банкноти з 1964 по 1973 роки випускала Валютна рада Бахрейну, а з 1973 року — Валютне агентство Бахрейну. У 2006 році агентство було перетворено в Центральний банк Бахрейну.
У обігу знаходяться банкноти номіналом 1/2, 1, 5, 10 і 20 динарів. Всього дотепер[коли?] в обігу було 9 видів купюр. Більшість з них прикрашені зображеннями пам'яток, історичних будівель, орнаментами. Банкноти в 5 і 10 динарів повторюють дизайн купюр, що вже перебувають в обігу, і відрізняються серйознішим захистом.
За всю історію було чотири випуски банкнот.
Після зміни конституції (емірат Бахрейн став королівством Бахрейн), вперше в обіг вийшла банкнота із зображенням короля.

## Галерея

### Монети зразку 1965 року
На аверсі монет зображення фінікової пальми, напис араб. حكومة البحرين— «Уряд Бахрейну» , та рік карбування за хіджрою та григоріанським календарем, зазначений арабськими цифрами. На реверсі монети і назва держави англ. BAHRAIN.
З моменту введення в обіг бахрейнський динар на розмінних монетах написання назви країни змінювалося кілька разів: «Bahrain» («Бахрейн»), «State of Bahrain» («Держава Бахрейн»), «Kingdom of Bahrain» («Королівство Бахрейн»).
| Монети зразку 1965 року    | Монети зразку 1965 року | Монети зразку 1965 року | Монети зразку 1965 року | Монети зразку 1965 року | Монети зразку 1965 року | Монети зразку 1965 року | Монети зразку 1965 року |
| Зображення                 | Номінал                 | Діаметр                 | Вага                    | Склад                   | Аверс                   | Реверс                  | Рік першого карбування  |
| -------------------------- | ----------------------- | ----------------------- | ----------------------- | ----------------------- | ----------------------- | ----------------------- | ----------------------- |
| style="text-align:center;" | 1 філс                  | 15 mm                   | 1.5 g                   | Бронза                  | Пальма                  | Номінал                 | 1965                    |
| style="text-align:center;" | 5 філсів                | 18 mm                   | 2 g                     | Бронза                  | Пальма                  | Номінал                 | 1965                    |
|                            | 10 філсів               | 24 mm                   | 4.75 g                  | Бронза                  | Пальма                  | Номінал                 | 1965                    |
|                            | 25 філсів               | 17 mm                   | 1.75 g                  | Мідь-нікель             | Пальма                  | Номінал                 | 1965                    |
|                            | 50 філсів               | 20 mm                   | 3.10 g                  | Мідь-нікель             | Пальма                  | Номінал                 | 1965                    |
|                            | 100 філсів              | 25 mm                   | 6.5 g                   | Мідь-нікель             | Пальма                  | Номінал                 | 1965                    |

### Монети, що перебувають в обігу
| Монети, що перебувають в обігу                        | Монети, що перебувають в обігу | Монети, що перебувають в обігу | Монети, що перебувають в обігу | Монети, що перебувають в обігу        | Монети, що перебувають в обігу | Монети, що перебувають в обігу | Монети, що перебувають в обігу                              |
| Зображення                                            | Номінал                        | Діаметр                        | Вага                           | Склад                                 | Аверс                          | Реверс                         | Рік першого карбування                                      |
| ----------------------------------------------------- | ------------------------------ | ------------------------------ | ------------------------------ | ------------------------------------- | ------------------------------ | ------------------------------ | ----------------------------------------------------------- |
|                                                       | 5 філсів                       | 19 mm                          | 2,50 g                         | Латунь                                | Пальма                         | Номінал                        | 1991, 1992, 2005, 2007, 2009, 2010, 2011, 2012              |
|                                                       | 10 філсів                      | 21 mm                          | 3.35 g                         | Латунь                                | Пальма                         | Номінал                        | 1991 1992 2000 2002 2004 2005 2007 2008 2009 2010 2011 2012 |
|                                                       | 25 філсів                      | 20 mm                          | 2,35 g                         | Мідь-нікель                           | Печатка цивілізації Ділмо      | Номінал                        | 1992 2000 2002 2005 2007 2008 2009 2010 2011                |
|                                                       | 50 філсів                      | 22 mm                          | 3.5 g                          | Мідь-нікель                           | Корабель (Доу)                 | Номінал                        | 1992 2000 2002 2005 2007 2008 2009 2010                     |
| style="text-align:center;"                            | 100 філсів                     | 24 mm                          | 6 g                            | Латунне кільце, мідно-нікелевий центр | Герб Бахрейну                  | Номінал                        | 1992 1995 1997 2000 2001 2002 2004 2005 2007 2008 2009 2010 |
| Файл:Bahrein 500 fils-2.jpg Файл:Bahrein 500 fils.jpg | 500 філсів                     | 27 mm                          | 9 g                            | Мідно-нікелеве кільце, латунний центр | Монумент з перлинного майдану  | Номінал                        | 2000, 2001, 2002                                            |

### Банкноти
В 2006 році була випущена IV серія серія банкнот, які досі знаходятся в обізі.
Всі купюри мають однаковий розмір.
| Банкноти Бахрейну IV серії (випуск 2006 року) | Банкноти Бахрейну IV серії (випуск 2006 року) | Банкноти Бахрейну IV серії (випуск 2006 року) | Банкноти Бахрейну IV серії (випуск 2006 року) | Банкноти Бахрейну IV серії (випуск 2006 року) | Банкноти Бахрейну IV серії (випуск 2006 року)         | Банкноти Бахрейну IV серії (випуск 2006 року)                  |
| Зображення                                    | Зображення                                    | Номінал                                       | Розмір (мм.)                                  | Основний колір                                | Опис                                                  | Опис                                                           |
| Аверс                                         | Реверс                                        | Номінал                                       | Розмір (мм.)                                  | Основний колір                                | Аверс                                                 | Реверс                                                         |
| --------------------------------------------- | --------------------------------------------- | --------------------------------------------- | --------------------------------------------- | --------------------------------------------- | ----------------------------------------------------- | -------------------------------------------------------------- |
|                                               |                                               | 1/2 динару                                    | 155×74                                        | Помаранчевий                                  | Стара будівля суду в Манамі.                          | Башта і траса Сахір.                                           |
|                                               |                                               | 1 динар                                       | 155×74                                        | Червоний                                      | Медресе Аль-Хедая                                     | Монумент на Перлинному майдані, коні.                          |
|                                               |                                               | 5 динарів                                     | 155×74                                        | Блакитний, синій                              | Будинок шейха Іси ібн Салмана аль-Халіфи, форт Ріффа. | Завод Альба, насос газопереробного заводу, нафтова свердловина |
|                                               |                                               | 10 динарів                                    | 155×74                                        | Зелений, коричневий                           | Шейх Хамад ібн Іса аль-Халіфа                         | Міст шейха Іси ібн Салмана аль-Халіфи                          |
|                                               |                                               | 20 динарів                                    | 155×74                                        | Коричневий, блакитний.                        | Шейх Хамад ібн Іса аль-Халіфа                         | Мечеть аль-Фатіха                                              |
| Масштаб зображень — 3,9 пікселя на міліметр.  |                                               |                                               |                                               |                                               |                                                       |                                                                |

### Режим валютного курсу
Курс бахрейнського динару зафіксовано по відношенню до Доллару США (код ISO 4217—USD) за курсом 0,376 динарів за доллар.